# Джон Бертон-Пейдж
Джон Гаррард Бертон-Пейдж (англ. John Garrard Burton-Page, 19 грудня 1921, Лондон — 13 червня 2005, Черч Ноул, Дорсет) — англійський мовознавець й історик-сходознавець, який спеціалізувався на історії, мовознавстві й архітектурі ісламської Індії. Лектор Школи сходознавства й африканістики Лондонського університету. Один із головних авторів другого видання «Енциклопедії ісламу» (113 статей включно зі співавторством), помічник редактора другого тому. Директор Королівського азійського товариства (1968—1971).

## Біографія
Народився у Лондоні 19 грудня 1921 року. У дитинстві він хотів стати медиком, але потім його почала подобатись класична музика Західної Європи. У 1939 році Джон вступив до лондонського Королівського коледжу музики за класом ріжка. Там він навчався на одному курсі з Деннісом Брейном, відомим англійським ріжичником післявоєнного періоду. Однак Джону вдалося закінчити лише один курс, оскільки після нього його призвали до Британської армії для участі у війні з нацистами. Після проходження підготовки був відправлений до Індії, де брав активну участь у Бірманській кампанії. Закінчив службу Бертон-Пейдж у 1945 році у званні капітана 1-го Гуркгаського полку короля Георга V. Під час військової служби Джон захопився східними мовами та за кілька років досконало опанував хінді, непальську та частково урду. Там же у нього з'явився інтерес до історії та культури Індії.
У 1946 році, після повернення до Англії, Джон залишив кар'єру музиканта та зайнявся вивченням санскриту. Він подав документи та вступив до оксфордського коледжу Водгем, закінчивши його у 1950 році зі ступенем магістра мистецтв зі східних мов. Під час навчання Бертон-Пейдж, зокрема, займався фехтуванням. Після закінчення Джон відразу вступив на роботу до Школи сходознавства й африканістики Лондонського університету. Спочатку Бертона-Пейджа прийняли як викладача-заступника з непальської мови, але надалі перевели на посаду постійного викладача, а потім лектора хінді. Весь цей час він вивчав то традиційно індуїстську Південну Індію, то північну її частину, яка у період Середньовіччя була переважно мусульманською. Поступово інтерес до останньої проявлявся все сильніше, і Джон кинув усі сили на вивчення історії та зразків архітектури, які залишили мусульманські завойовники. У 1958—1959 роках він провів рік в Індії разом із сім'єю, де працював у Деканському коледжі аспірантури у Пуне та відвідував багато святинь індуїзму, ісламу та буддизму. У 1960 році Джона запросили до роботи над другим виданням фундаментальної «Енциклопедії ісламу». Спочатку Бертон-Пейдж просто писав для неї статті, проте коли вчені почали роботу над другим томом, керуючи проєктом призначили його одним з асистентів редактора. Він обіймав цю посаду аж до 1964 року, коли знову вирушив у відрядження до Індії. Надалі цю посаду обіймав Віктор Луї Менаж, колега Джона зі Школи сходознавства й африканістики. Після повернення Бертон-Пейдж продовжив написання статей.
У 1966 році у Лондонському університеті пішов на пенсію професор індійської археології Кеннет Кодрингтон і Бертон-Пейдж взяв на себе обов'язки викладача цього предмета. Через п'ять років він отримав звання лектора мистецтва й археології Південної Азії. Нова посада дозволила Джону здійснити ще кілька поїздок до Індії, під час яких він досліджував і масово фотографував як знайомі, так і незнайомі пам'ятники султанату та Моголів. Колекція Бертона-Пейджа на 2008 рік була однією з найбільших на цю тему. Тут, в Індії, він вів свої лекції перед студентами, які погодилися поїхати з ним, наочно показуючи приклади архітектури. Іноді Джон бук екскурсоводом у круїзах компанії Swan Hellenic, яка проводила тури «скарбами індійського мистецтва». У 1968—1972 роках Джон обіймав посаду голови нещодавно створеного Центру досліджень Південної Азії. На початку 1970-х років він відіграв важливу роль у заснуванні Товариства Деніелса. Ще одним видом діяльності Бертона-Пейджа у ці роки була участь у роботі Королівського Азійського товариства. Джон був його директором у 1968—1971 роках і продовжував залишатися одним із віцепрезидентів до 1975 року, а також допомагав у роботі редакційної колегії престижного «Journal of the Royal Asiatic Society». Він же був одним з перших голів заснованого 14 листопада 1968 року комітету, який відповідав за його публікацію.
У 1982 році Джон відійшов від активної викладацької діяльності й отримав статус лектора-емериту переїхав разом з дружиною з Лондона у Черч Ноул, село у горбистій місцевості Пербека, у Дорсеті. Попри це, він продовжував займатися наукою та підтримувати активні академічні зв'язки зі Школою сходознавства й африканістики Лондонського університету. У 1989 році несподівано померла дружина Бертона-Пейджа. Це згубно позначилося на його здоров'ї. У 1994 році Джон пережив інсульт після якого вирушив до будинку для літніх людей, де помер одинадцять років по тому, 13 липня 2005 року, і через кілька днів був похований поряд з дружиною на місцевому цвинтарі.

## Сім'я
Джон одружився під час навчання у коледжі Водгем з дівчиною Одрі. Поки вони були ще студентами у сім'ї народилися два сини, Ніколас і Пірс. У роки роботи у нього народився ще один син. Перший «реалізував початкові плани батька» і спочатку закінчив Королівський коледж музики за класом ріжка, а потім викладав музику епохи Бароко у консерваторії в Обервільє під Парижем. Другий реалізував себе як диктор й укладач мовної сітки на Radio 3 BBC, де зазвичай грає класична музика. Третій став учителем музики в школі для хлопчиків у Дорсеті, водночас складаючи хорові твори.

## Праці
За словами Джорджа Мічелла, історика індійської архітектури з Мельбурнського університету, як саме все ж таки Джон вирішив перейти від вивчення європейської музики до вивчення індійської архітектури залишається загадкою. Але при цьому, як пише вчений, любов до класики Бертон-Пейдж зберіг на все життя, і вона проявляється у його працях. Наприклад, описуючи Тадж Махал, Бертон-Пейдж зазначав: «Я колись чув, що його описували як такий, що володіє моцартівською грацією, але для мене він занадто передбачуваний для висот Моцарта, я б при такому описі зупинився на Боккеріні». Крім робіт з архітектури Бертон-Пейдж часто публікував лінгвістичні дослідження, зокрема саме цьому були присвячені його перші статті у «Bulletin of the School of Oriental & African Studies» і «Bulletin of the Deccan College», а ряд робіт для «Енциклопедії ісламу» (ЕІ) (всього він написав для неї 113 статей, включно зі співавторством про багато особливостей і типологій ісламської архітектури, зокрема масджидах, намазгархах (громадське місце для молитви), баолі, макбарах (типова для Індії похоронна споруда, цвинтар) бурджах, каналах і фонтанах. Особливо від ЕІ він розглядав застосування Зірки Давида (Сітара-і-Сулейман) в архітектурі Великих Моголів — гінді при дворі Великих Моголів і буквам арабського алфавіту в урду, синдхі й інших мов Південної Азії. Але основним науковим захопленням Джона стало дослідження індійської архітектури, до якої його залучив Мортімер Вілер, ймовірно, під час перебування головою археологічної комісії при уряді Індії (1944—1947). Зокрема в його енциклопедії 1965 року (з репринтом у 1975 році) «Splendours of the East: temples, tombs, palaces and fortresses of Asia» Бертон-Пейдж написав сім статей про пам'ятки архітектури Індії та Пакистану .
На думку Мічелла, Джон був майстром жанру концентрованого написання, вміщуючи максимально можливу кількість інформації у мінімально надане йому місце. Згідно з Джорджем, саме тому він багато писав для енциклопедій, оскільки у таких статтях потрібно розкрити велику, а нерідко і величезну і складну тему у дуже стислому вигляді. У своїй роботі про архітектуру в Ахмадабаді Джон розглянув кожну з будівель окремо, зосереджуючись на їхніх відмінностях між собою та ніколи не загострюючи увагу на тому, що притаманне всім спорудам.
Джон так і не написав масштабну монографію про індійську ісламську архітектуру, хоча, ймовірно, і мав план випустити таку книгу, але при цьому, згідно з Мічеллом, йому вдалося опанувати майже всі аспекти індійської мусульманської історії, культури й архітектури.

### Список праць

#### Монографії/Розділи/Збірки
- Ahmadabad / ed. by George Michell and Snehal Shah. — Bombay : Marg Publications, 1988. — IV, 187 с. — (Marg (Monograph series)) — ISBN 81-85-02603-3.
- The Sitara-i Sulayman in Indian Muslim Arts // The Islamic world from classical to modern times : essays in honor of Bernard Lewis / ed. by Clifford Edmund Bosworth. — Princeton, N.J. : Darwin Press, Inc, 1989. — С. 75—87. — ISBN 08-785-0066-9.
- Burton-Page J. Indian Islamic Architecture : Forms and Typologies, Sites and Monuments / ed. by George Michell. — Leiden : BRILL, 2007. — XXIV, 194, 64 с. — (Handbook of Oriental Studies. Section 2 South Asia, vol. 20) — ISBN 978-90-47-42365-2. — DOI:10.1163/j.ctv4cbgx7.5.

#### Навчальні посібники
- Thomas Welbourne Clark; John Burton-Page. Introduction to Nepali : a first-year language course. — Revised ed. — L. : University of London School of Oriental and African Studies, 1977. — XVIII, 421 с. — ISBN 0728600242.

#### Енциклопедична література
- Splendours of the East : temples, tombs, palaces and fortresses of Asia / ed. by Mortimer Wheeler. — L. : Weidenfeld and Nicolson; N. Y.: Spring Books, 1975. — 288 с. — ISBN 06-003-7945-0.

- Isfahan // Splendours of the East : temples, tombs, palaces and fortresses of Asia. — С. 46—57.
- Tomb of Rukn-i Alam // Splendours of the East : temples, tombs, palaces and fortresses of Asia. — С. 72—81.
- Lahore Fort // Splendours of the East : temples, tombs, palaces and fortresses of Asia.
- Wasir Khan's Mosque // Splendours of the East : temples, tombs, palaces and fortresses of Asia. — С. 94—101.
- The Red Fort // Splendours of the East : temples, tombs, palaces and fortresses of Asia. — С. 130—141.
- Fatehpur Sikri // Splendours of the East : temples, tombs, palaces and fortresses of Asia. — С. 142—153.
- Taj Mahal // Splendours of the East : temples, tombs, palaces and fortresses of Asia. — С. 154—165.

- Encyclopaedia of Islam. 2nd ed : [англ.]: in 12 vol. / edited by B. Lewis; J. Schacht[en] & Ch. Pellat. Assisted by J. Burton-Page, C. Dumont and V. L. Ménage. — Leiden: E.J. Brill, 1991. — Vol. 2. (платн.)

## Виноски
1. 1 2  Мається на увазі посада англ. reader у Великій Британії та країнах Співдружності, також вчене звання. Знаходиться вище викладача, але нижче професора. Відповідає званню доцента[4].